# Lostorf
Lostorf é uma comuna da Suíça, no Cantão Soleura, com cerca de 3.647 habitantes. Estende-se por uma área de 13,27 km², de densidade populacional de 275 hab/km². Confina com as seguintes comunas: Niedergösgen, Obergösgen, Rohr, Stüsslingen, Trimbach, Winznau, Wisen, Zeglingen (BL).
A língua oficial nesta comuna é o Alemão.

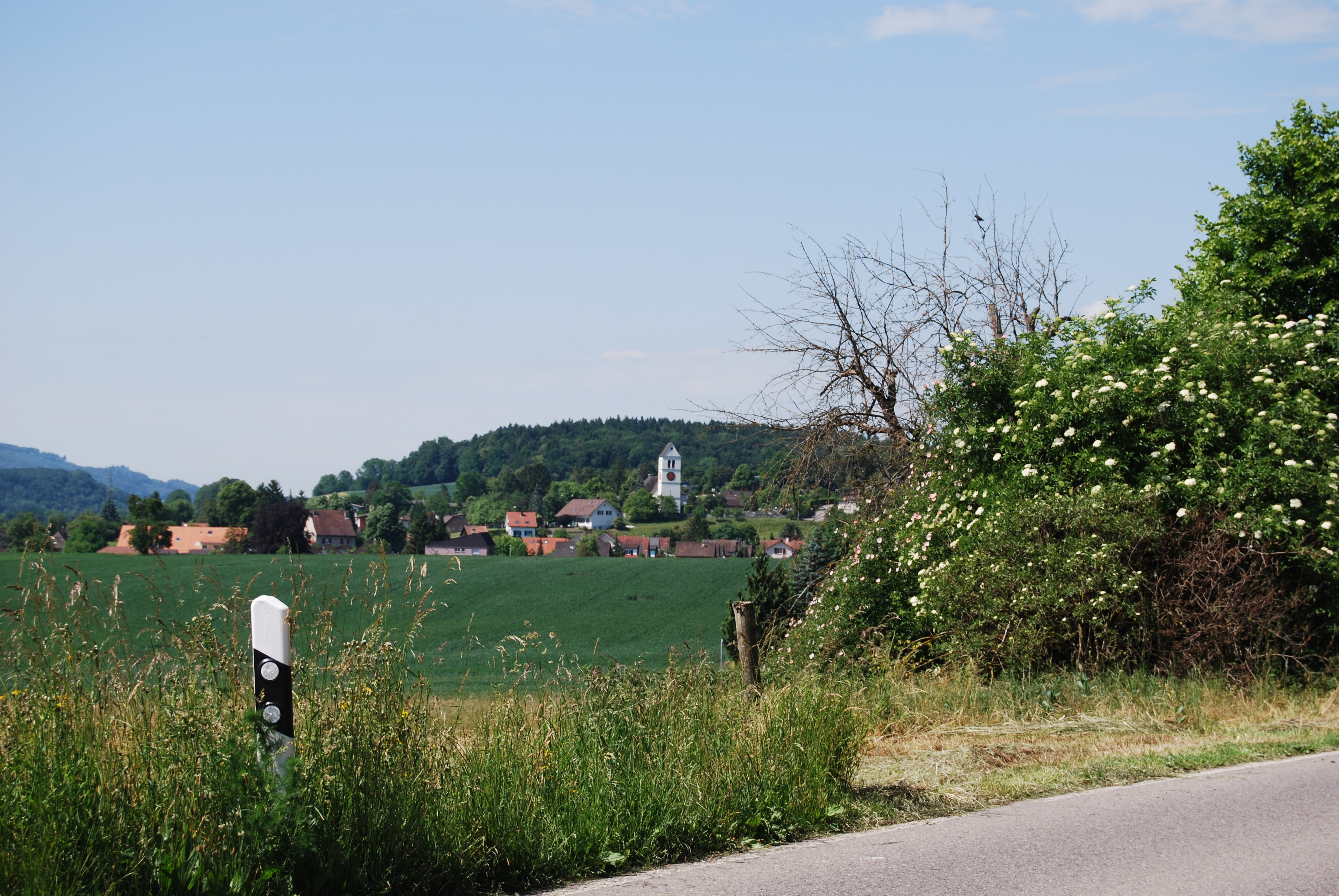
Lostorf